# Farinata di zucca
La farinata di zucca è una preparazione storica culinaria a base di sfoglia di farina di grano e ripieno di zucca, presente da tempo nella cucina genovese, è normalmente venduta in ambito tradizionale in negozi “di pronto consumo” tipici, dette “Sciamadde” o “Fainotti”, spesso assieme ad altri tipi di torte salate e della tipica farinata di ceci; la farinata di zucca si ritiene originata in Genova, e nei borghi periferici di Sestri Ponente, Pegli, Pra' e Voltri, ma è oggi presente anche nei territori suburbani di Genova e in molti borghi costieri della Liguria.

## Descrizione
. Il nome storico è "farinata di zucca", ma non è una farinata con zucca e nemmeno una torta di zucca: è un prodotto da forno analoga alla torta di bietole, una pasta con stesa sopra una miscela di zucca grattugiata, una piccola quantità di semola di grano oppure farina di mais, formaggio parmigiano grattugiato, aromi come origano e sale

## Contenuto nutrizionale
Il contenuto nutrizionale è alquanto basso, essendo largamente diluito dalla zucca. È saporita, ed ha una delicata miscela di dolce salato; ha buon potere saziante immediato, ma un modesto potere di indurre sazietà durevole, essendo poco calorica, in quanto il sapore dolce deriva dal fruttosio della zucca, che è assimilato molto rapidamente.

## Ingredienti
Il prodotto base è la zucca. È assolutamente necessario un tipo particolare di zucca dolce e saporita, a buccia colore nocciola, sfumata di giallo, ed a polpa giallo-arancione, di forma tonda, compressa (più larga che alta), costoluta. La pasta è senza lievito, con acqua, olio di oliva e sale. La farina di mais o il semolino. Nel ripieno vanno solo zucca e  parmigiano reggiano entrambi grattugiati. L'aroma più usato è l'origano da solo ma esistono ricette varianti con maggiorana, timo e noce moscata. la superficie del ripieno è talvolta decorata con origano sbriciolato o pinoli.

## Varianti
Tagliare la zucca a dadini e farla stufare finché sia diventata molle e l'acqua si sia asciugata e poi passare al passaverdure ottenendo un purè di zucca che si aggiunge alla farina e si fa un unico impasto, e che si cuoce direttamente come per la farinata di ceci.

## Galleria d'immagini

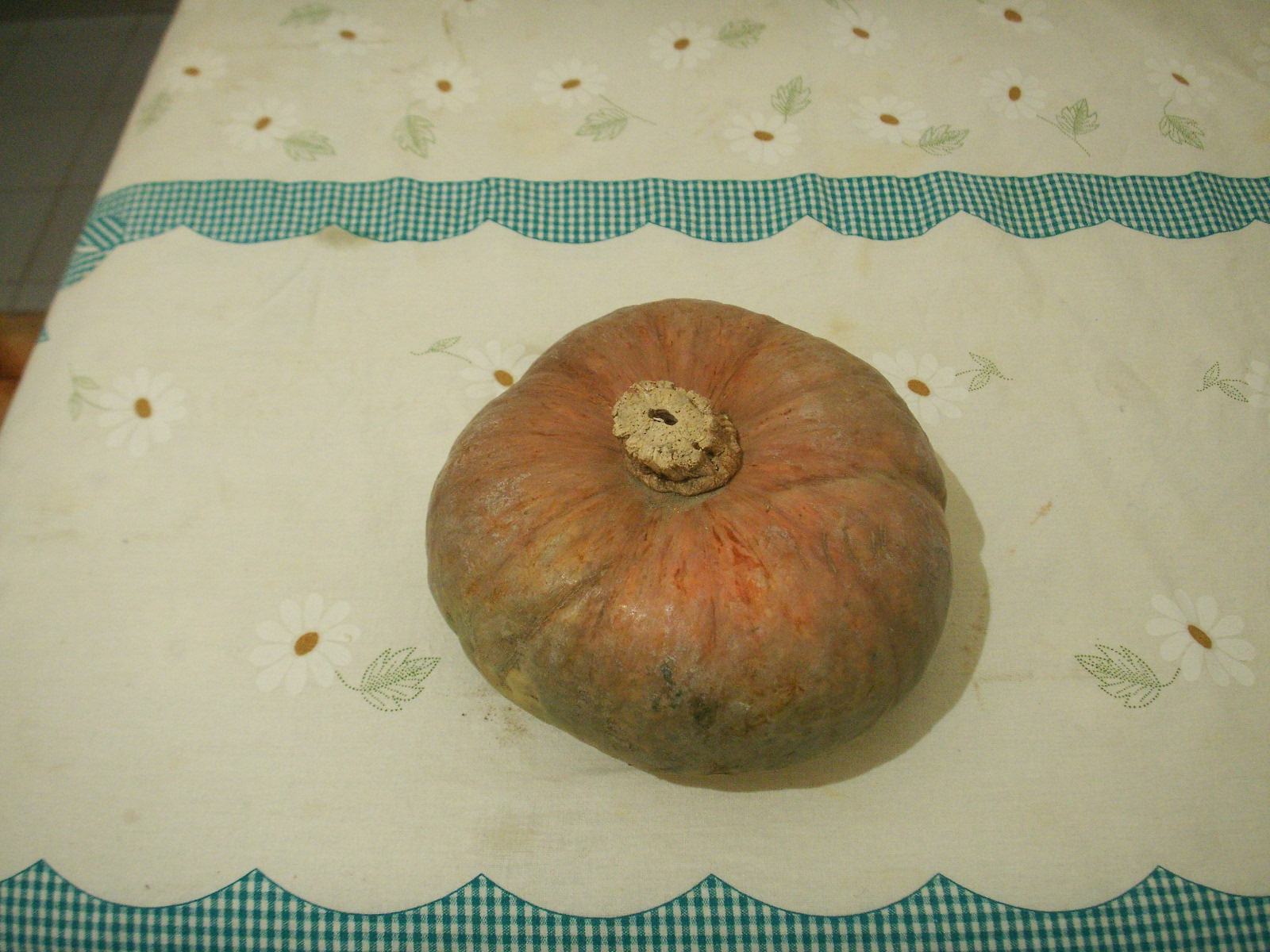
Zucca
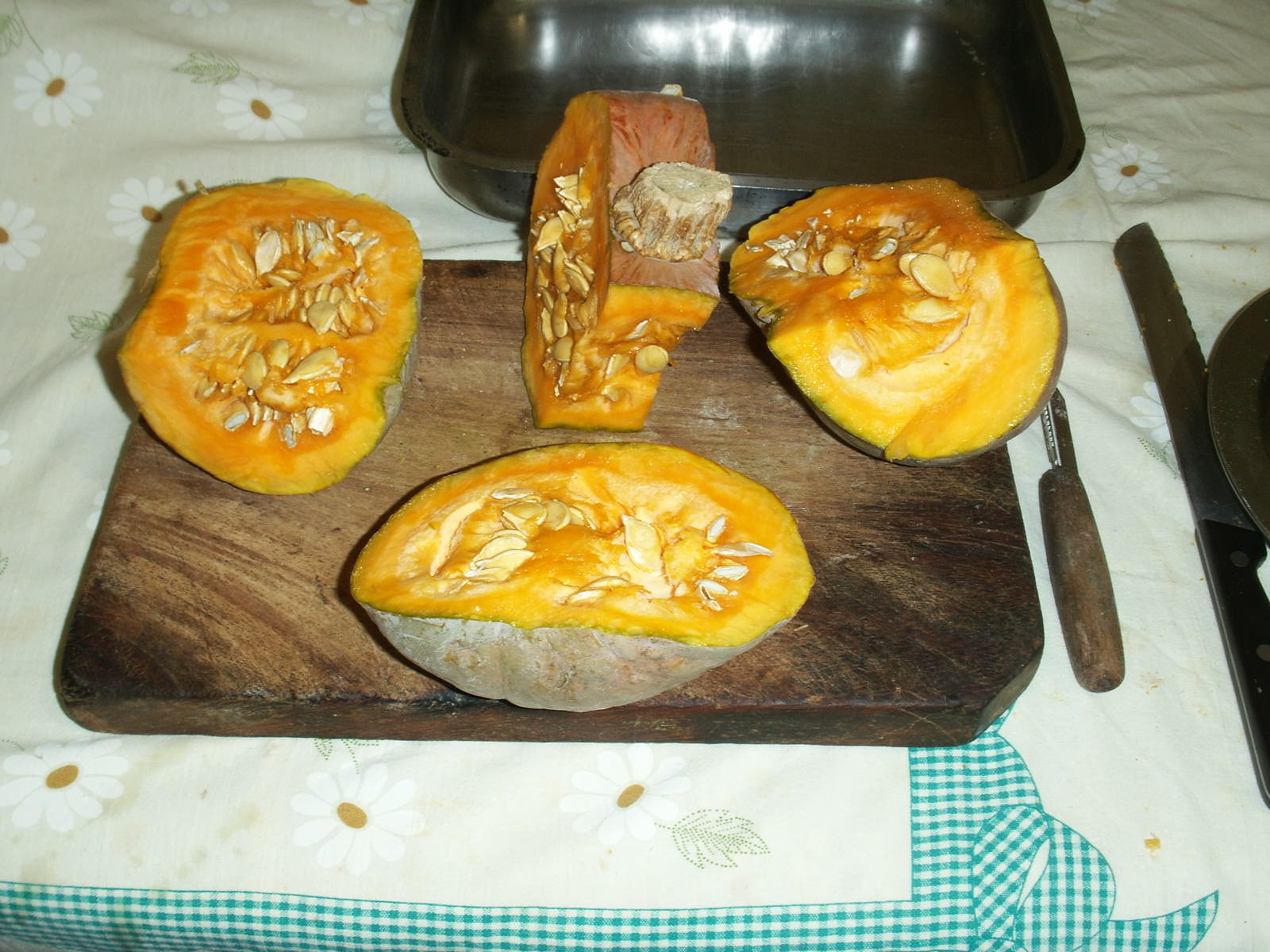
Pezzi di zucca
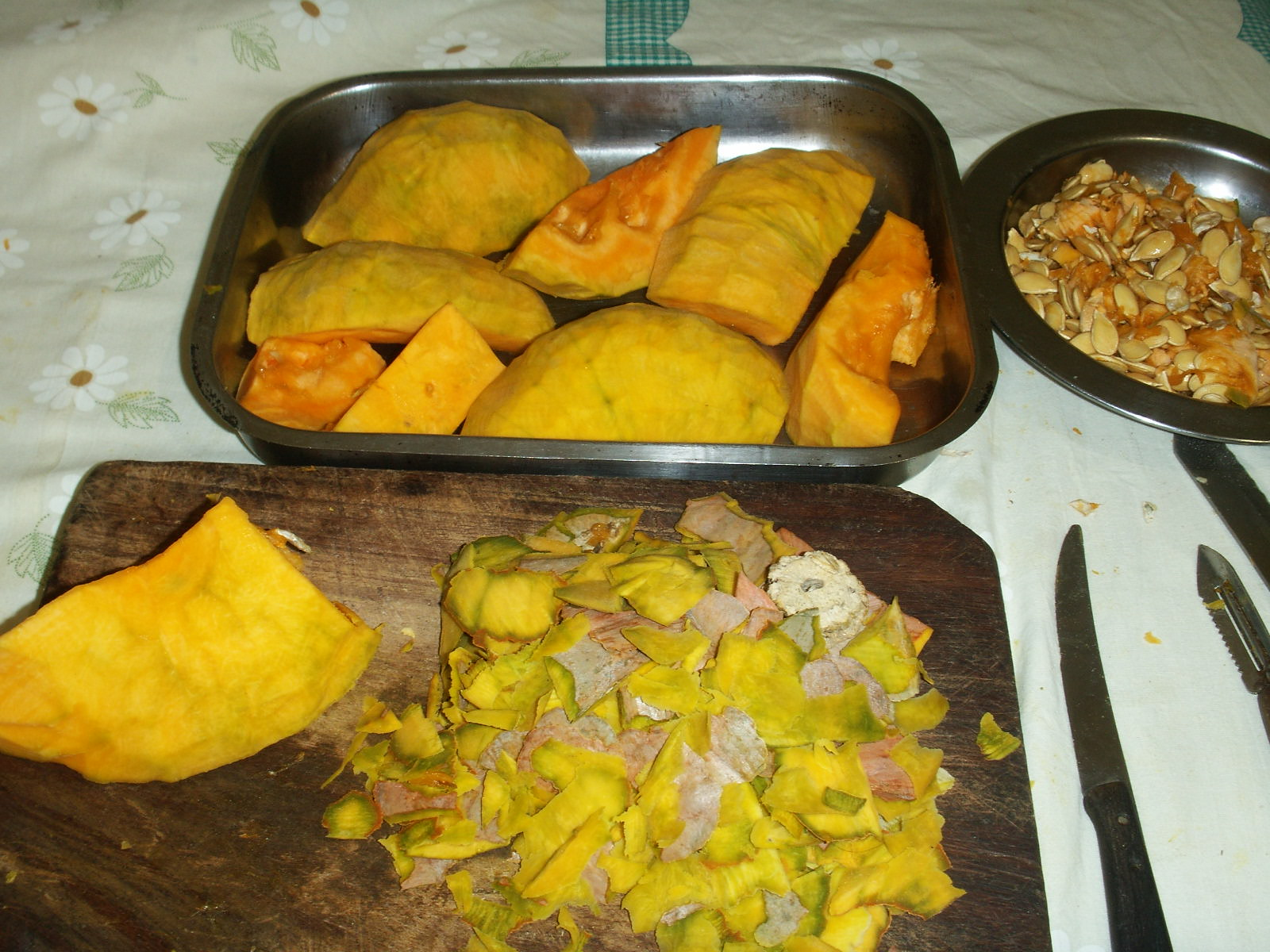
Zucca sbucciata
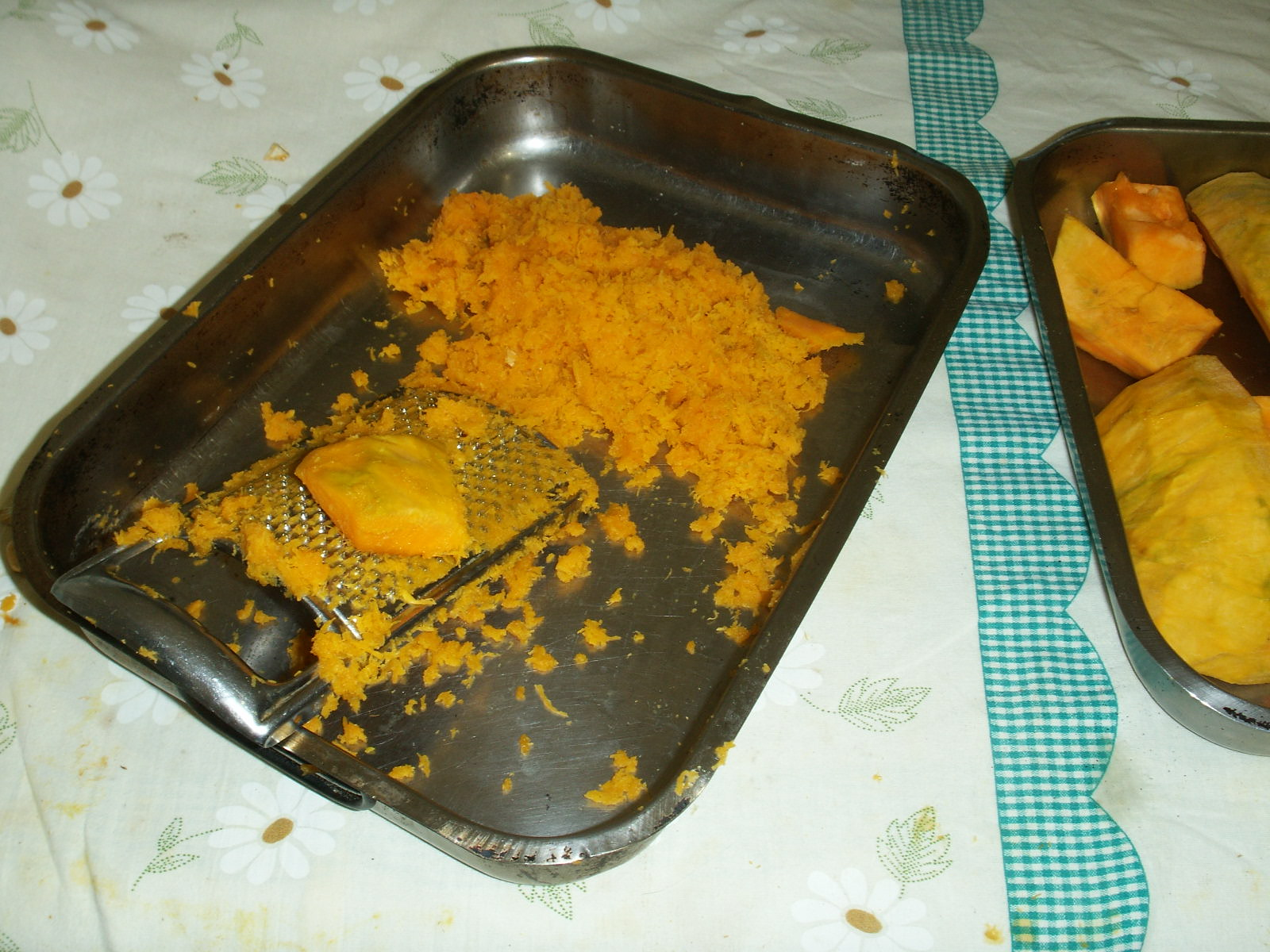
Zucca grattugiata
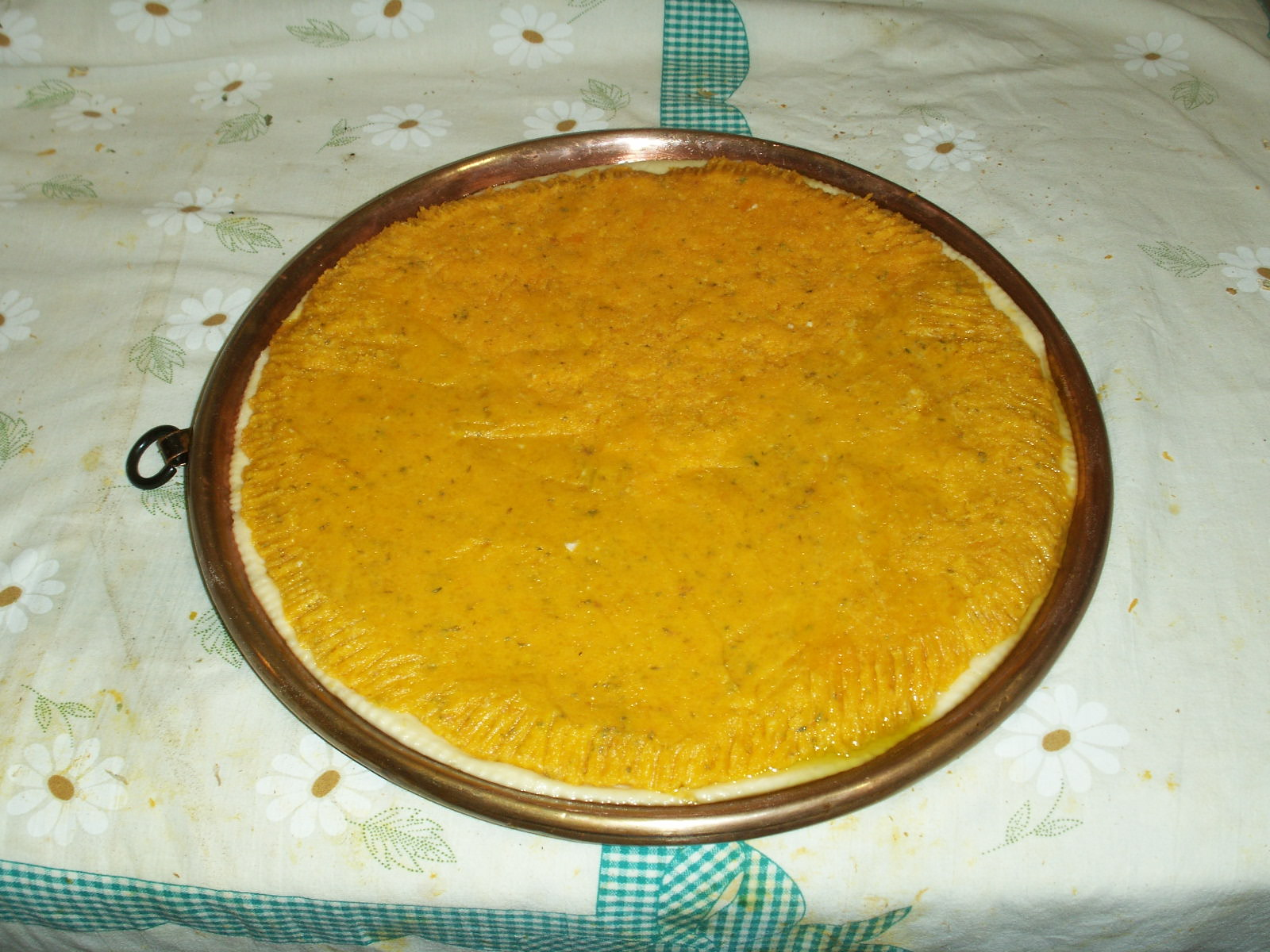
Farinata di zucca cruda in teglia
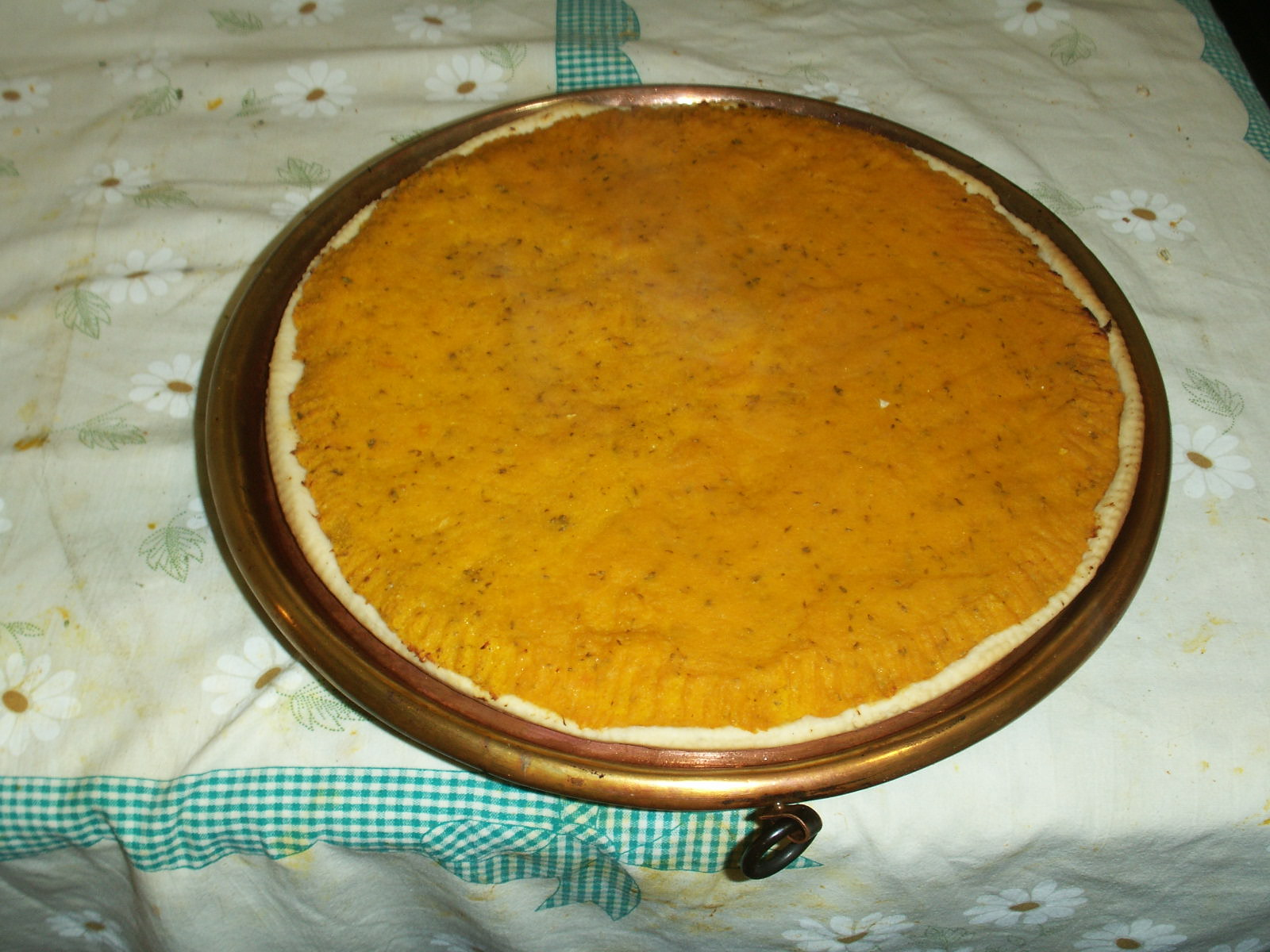
Farinata di zucca cotta
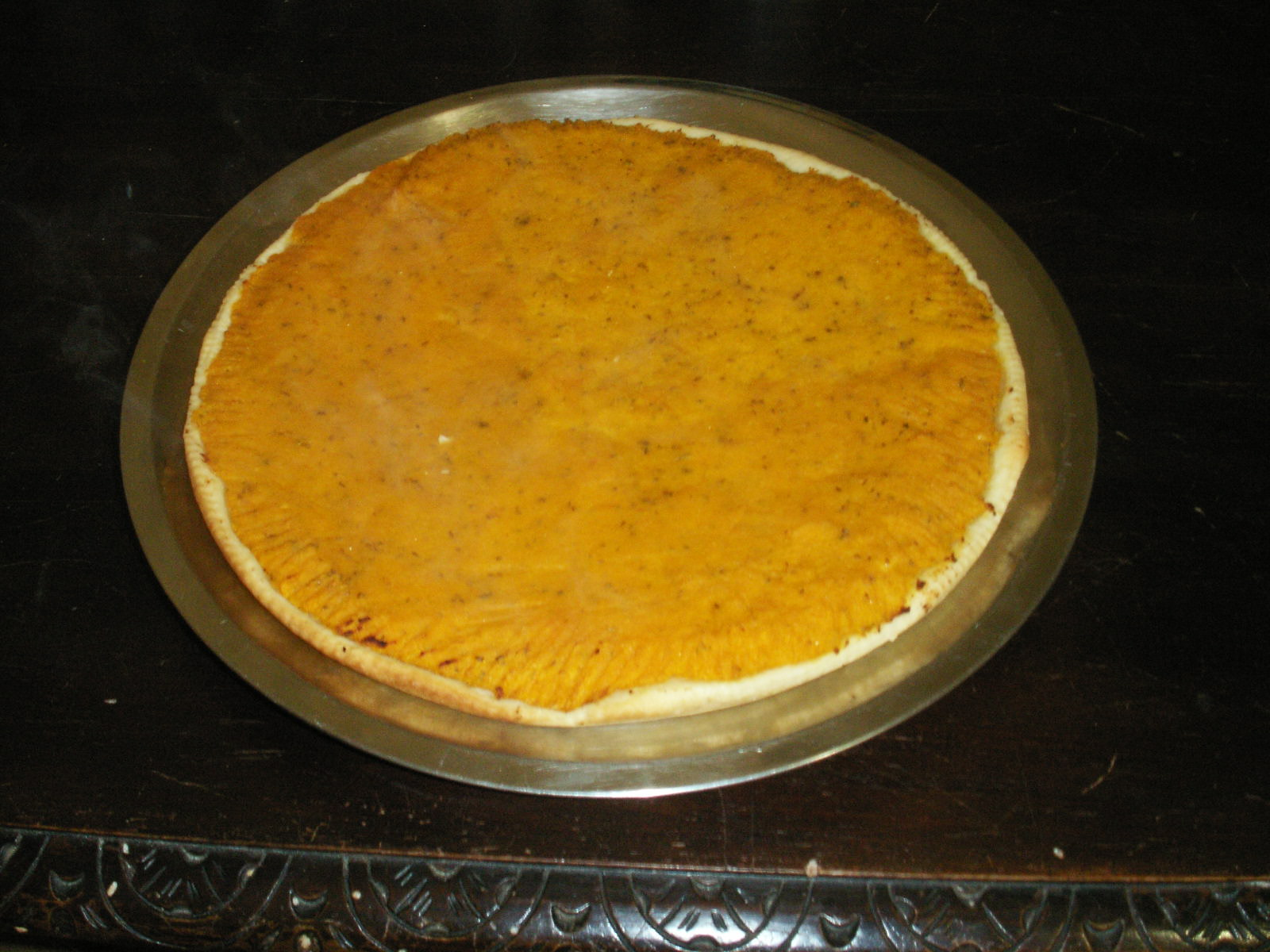
Farinata di zucca in vassoio e piatto